# Masumi Miyazaki

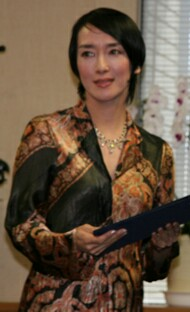
Masumi Miyazaki 2022

Masumi Miyazaki (jap. 宮崎 萬純, Miyazaki Masumi; * 26. Januar 1968 in Nagoya, Präfektur Aichi) ist eine japanische Schauspielerin und ein Fotomodell.

## Biografie
Masumi Miyazaki schloss die private Horikoshi-Oberschule ab. Sie debütierte 1983 als Darstellerin im Film Aiko 16-sai und wurde 1985 als elfte Frau zum Clarion Girl ausgewählt. Es folgten Nacktauftritte in Filmen wie XX Utsukushiki Kyōki (ＸＸ美しき凶器) und Yaneura no Sampōsha (屋根裏の散歩者). Miyazaki veröffentlichte Bücher mit Nacktfotos und wurde für den japanischen Playboy fotografiert.
1996 heiratete die Japanerin und beendete ihre Karriere. Sie lebt in den Vereinigten Staaten und arbeitet als Lektorin. 2005 kehrte sie für die Rollen der Sayuri und Taeko im japanischen Horrorfilm Strange Circus kurz zum Schauspiel zurück. Im November desselben Jahres erkrankte Masumi Miyazaki an Brustkrebs.